# Meknessi
Meknessi (auch Maknassy oder Meknassy; arabisch المكناسي, DMG al-Miknāsī) ist eine Stadt in Tunesien. Sie liegt im Gouvernement Sidi Bouzid im Zentrum des Landes und hat knapp 15.000 Einwohner.
Die in einer Ebene liegende Stadt befindet sich etwa 120 Kilometer westlich der Küstenstadt Sfax und einige Kilometer nördlich des Bou-Hedma-Nationalparks und in West-Ost-Richtung verlaufender Gebirgsketten, Ausläufern des Saharaatlas. Die Stadt gilt als eines der Entwicklungszentren Tunesiens im Landesinneren; in ihrer Umgebung findet sich viel agrarischer Bewässerungsanbau. In der Stadt findet sich eine große Anzahl von Züchtern der Araberpferde mit jährlichen Treffen.
Während der Revolution in Tunesien 2010/2011 kam es in Meknessi zu gewalttätigen Auseinandersetzungen zwischen Demonstranten und Polizei, bei denen Todesopfer zu beklagen waren.